# Gaudin de Sainte-Croix
Gaudin de Sainte-Croix, död 1672, var en fransk giftmördare.  Han är känd som älskare och medhjälpare till Marie-Madeleine d'Aubray, markisinna av Brinvilliers.
Han beskrivs som en stilig och charmerande officer. Han inledde 1658 ett förhållande med Brinvilliers, och blev biologisk far till tre av hennes barn. Hennes far utverkade 1663 att han blev arresterad och placerad i Bastiljen genom ett lettre de chachet. I Bastiljen ska han ha lärt känna den italienska giftblandare Exili. Han släpptes ut efter några månader, och upprättade då ett laboratorium, där han tillverkade gifter utifrån recept från Exili och den schweiziska kemisten Christophe Glaser. 
Sainte-Croix försörjdes av Brinvilliers, som hade fått lagligt skydd för sin förmögenhet mot sin makes slöseri, bara för att själv spendera den på Sainte-Croix, som snart gjorde slut på den. Tillsammans förgiftade paret sedan Brinvilliers far (1666) och två bröder (1670) för att deras pengar skulle tillfalla Brinvilliers genom arv. De använde sig av en tjänare rekommenderad av Sainte-Croix. 1672 började de även förgifta Brinvilliers syster och svägerska för att få åtkomst till även dessa pengar genom arv. Samma år avled Sainte-Croix. 
Enligt legenden avled han genom att ha inandats de gifta ångorna under sin gifttillverkning, men i själva verket tycks hans död ha förorsakats av naturlig sjukdom. Han testamenterade sina gifter till Brinvilliers, vilket ledde till en undersökning, en arrestering av den tjänare som på deras order förgiftat Brinvilliers bröder, och till Brinvilliers fyraåriga flykt från Frankrike. 